# Anna Östling
Anna Östling (nacida como Anna Elisabeth Kjellberg, 14 de febrero de 1984) es una deportista sueca que compite en vela en la modalidad de match race. Ganó seis medallas en el Campeonato Mundial de Match Race Femenino entre los años 2009 y 2024.

## Palmarés internacional
| Campeonato Mundial | Campeonato Mundial         | Campeonato Mundial | Campeonato Mundial |
| Año                | Lugar                      | Medalla            | Clase              |
| ------------------ | -------------------------- | ------------------ | ------------------ |
| 2009               | Lysekil (Suecia)           | Medalla de bronce  | Match race         |
| 2014               | Cork (Irlanda)             | Medalla de oro     | Match race         |
| 2016               | Sheboygan (Estados Unidos) | Medalla de oro     | Match race         |
| 2021               | Cherbourg (Francia)        | Medalla de bronce  | Match race         |
| 2023               | Middelfart (Dinamarca)     | Medalla de plata   | Match race         |
| 2024               | Yeda (Arabia Saudita)      | Medalla de bronce  | Match race         |